# Параксіальна оптика
Параксіальна оптика — розділ геометричної оптики, в якому розглядаються оптичні явища в циліндрично-симетричних системах, в яких світлові промені незначно відхиляються від осі циліндричної симетрії — оптичної осі.
Для реальних оптичних систем наближення параксіальної оптики справедливе при кутах відхилення променів від оптичної осі, що не перевищуються 10°, для яких
{\displaystyle \sin \ \theta \approx \theta }.